# وست‌وود لیکس (فلوریدا)
وست‌وود لیکس (به انگلیسی: Westwood Lakes) یک حوزه سرشماری در ایالات متحده آمریکا است که در شهرستان میامی-دید، فلوریدا واقع شده‌است. وست‌وود لیکس ۴٫۷ کیلومتر مربع مساحت و ۱۲٬۰۰۵ نفر جمعیت دارد و ۱ متر بالاتر از سطح دریا واقع شده‌است.